# NRJ Music Awards
NRJ Music Awards — церемония награждения, созданная в 2000 году при участи радиостанции NRJ в сотрудничестве с телеканалом TF1. Проходит каждый год в Каннах (Прованс — Альпы — Лазурный Берег, Франция) на открытии MIDEM (Marché international de l'édition musicale). Награды вручаются популярным музыкантам и исполнителям в различных номинациях.

## Номинации
Награды в следующих номинациях вручаются ежегодно:
- Франкоязычное открытие года (Révélation francophone de l’année)
- Международное открытие года (Révélation internationale de l’année)
- Франкоязычный певец года (Artiste masculin francophone de l’année)
- Международный певец года (Artiste masculin international de l’année)
- Франкоязычная певица года (Artiste féminine francophone de l’année)
- Международная певица года (Artiste féminine internationale de l’année)
- Франкоязычная песня года (Chanson francophone de l’année)
- Международная песня года (Chanson internationale de l’année)
- Франкоязычный альбом года (Album francophone de l’année)
- Международный альбом года (Album international de l’année)
- Франкоязычная группа/дуэт года (Groupe/duo francophone de l’année)
- Международная группа/дуэт года (Groupe/duo international de l’année)
- Видео года (Clip de l’année)

Радиостанция NRJ выбирает 5 конкурсантов в каждой номинации и подвергает их онлайн-голосованию на своем сайте. После этого победители определяются по системе: мнение слушателей составляет 75 % голосов, мнение жюри от NRJ и TF1 — 25 % голосов.

## Ведущий
Церемонию награждения в 2009, 2010 и 2011 годах вёл Никос Алиагас.

## Годы
- NRJ Music Awards 2012 ♫ Слушать
- NRJ Music Awards 2011 ♫ Слушать
- NRJ Music Awards 2010 ♫ Слушать

## Победители

### Победители 2000 года — 1-я церемония награждения NRJ Music Awards
- Франкоязычное открытие года: Элен Сегара
- Международное открытие года: Тина Арена
- Франкоязычный певец года: David Hallyday
- Международный певец года: Will Smith
- Франкоязычная певица года: Mylène Farmer
- Международная певица года: Mariah Carey
- Франкоязычная песня года: Zebda — Tomber la chemise
- Международная песня года: Lou Bega — Mambo No. 5
- Франкоязычный альбом года: Mylène Farmer — Innamoramento
- Международный альбом года: Whitney Houston — My Love Is Your Love
- Франкоязычная группа/дуэт года: Zebda
- Международная группа/дуэт года: Texas
- Музыкальный сайт года: Indochine
- Концерт года: Mylène Farmer

### Победители 2001 года — 2-я церемония награждения NRJ Music Awards
- Франкоязычное открытие года: Alizée
- Международное открытие года: Anastacia
- Франкоязычный певец года: Pascal Obispo
- Международный певец года: Moby
- Франкоязычная певица года: Mylène Farmer
- Международная певица года: Madonna
- Франкоязычная песня года: Roméo & Juliette — Les Rois du monde
- Международная песня года: Anastacia — I'm Outta Love
- Франкоязычный альбом года: Hélène Ségara — Au nom d'une femme
- Международный альбом года: Madonna — Music
- Франкоязычная группа/дуэт года: Les Dix Commandements
- Международная группа/дуэт года: The Corrs
- Музыкальный сайт года: Alizée

### Победители 2002 года — 3-я церемония награждения NRJ Music Awards
- Франкоязычное открытие года: Eve Angeli
- Международное открытие года: Dido
- Франкоязычный певец года: Garou
- Международный певец года: Michael Jackson
- Франкоязычная певица года: Mylène Farmer
- Международная певица года: Jennifer Lopez
- Франкоязычная песня года: Axel Bauer & Zazie — À ma place
- Международная песня года: Geri Halliwell — It’s Raining Men
- Франкоязычный альбом года: Gérald De Palmas — Marcher dans le sable
- Международный альбом года: Dido — No Angel
- Франкоязычная группа/дуэт года: Garou & Céline Dion
- Международная группа/дуэт года: Destiny's Child
- Музыкальный сайт года: Garou
- Дебют года: Billy Crawford

### Победители 2003 года — 4-я церемония награждения NRJ Music Awards
- Франкоязычное открытие года: Jenifer
- Международное открытие года: Las Ketchup
- Франкоязычный певец года: Gérald De Palmas
- Международный певец года: Billy Crawford
- Франкоязычная певица года: Mylène Farmer
- Международная певица года: Shakira
- Франкоязычная песня года: Renaud & Axelle Red — Manhattan-Kaboul
- Международная песня года: Shakira — Whenever, Wherever
- Франкоязычный альбом года: Indochine — Paradize
- Международный альбом года: Shakira — Laundry Service
- Франкоязычная группа/дуэт года: Renaud & Axelle Red
- Международная группа/дуэт года: The Calling
- Музыкальный сайт года: Jennifer Lopez
- Специальная премия NRJ Award of Honor for the Career : Phil Collins

### Победители 2004 года — 5-я церемония награждения NRJ Music Awards
- Франкоязычное открытие года: Nolwenn Leroy
- Международное открытие года: Evanescence
- Франкоязычный певец года: Calogero
- Международный певец года: Justin Timberlake
- Франкоязычная певица года: Jenifer
- Международная певица года: Dido
- Франкоязычная песня года: Kyo — Le Chemin
- Международная песня года: Elton John & Blue — Sorry Seems to Be the Hardest Word
- Франкоязычный альбом года: Kyo — Le Chemin
- Международный альбом года: Dido — Life for Rent
- Франкоязычная группа/дуэт года: Kyo
- Международная группа/дуэт года: Good Charlotte
- Site internet musical de l’année: Kyo
- Специальная премия NRJ Award of Honor for the Career : Madonna

### Победители 2005 года — 6-я церемония награждения NRJ Music Awards
- Франкоязычное открытие года: Emma Daumas
- Международное открытие года: Maroon 5
- Франкоязычный певец года: Roch Voisine
- Международный певец года: Usher
- Франкоязычная певица года: Jenifer
- Международная певица года: Avril Lavigne
- Франкоязычная песня года: K-Maro — Femme Like U
- Международная песня года: Maroon 5 — This Love
- Франкоязычный альбом года: Jenifer — Le Passage
- Международный альбом года: The Black Eyed Peas — Elephunk
- Франкоязычная группа/дуэт года: Calogero & Passi
- Международная группа/дуэт года: Placebo
- Видео года: Corneille — Parce qu'on vient de loin
- Специальная премия NRJ Award of Honor for the Career : U2

### Победители 2006 года — 7-я церемония награждения NRJ Music Awards
- Франкоязычное открытие года: Grégory Lemarchal
- Международное открытие года: James Blunt
- Франкоязычный певец года: Raphaël
- Международный певец года: Robbie Williams
- Франкоязычная певица года: Jenifer
- Международная певица года: Madonna
- Франкоязычная песня года: M. Pokora — Elle me contrôle
- Международная песня года: Shakira — La Tortura
- Франкоязычный альбом года: Mylène Farmer — Avant que l'ombre...
- Международный альбом года: The Black Eyed Peas — Monkey Business
- Франкоязычная группа/дуэт года: Le Roi Soleil
- Международная группа/дуэт года: The Black Eyed Peas
- Видео года: M. Pokora — Elle me contrôle
- Специальная премия NRJ Award of Honor : Bob Geldof, за организацию Live 8

### Победители 2007 года — 8-я церемония награждения NRJ Music Awards
- Франкоязычное открытие года: Christophe Maé
- Международное открытие года: Nelly Furtado
- Франкоязычная певица года: Diam's
- Международная певица года: Christina Aguilera
- Франкоязычный певец года: M. Pokora
- Международный певец года: Justin Timberlake
- Франкоязычная группа/дуэт года: Le Roi Soleil
- Международная группа/дуэт года: Evanescence
- Международная песня года: Rihanna — Unfaithful
- Франкоязычный альбом года: Diam's — Dans ma bulle
- Международный альбом года: Christina Aguilera — Back to Basics
- Франкоязычная песня года: Diam's — La Boulette
- Видео года: M. Pokora — De retour
- DJ года: Bob Sinclar

### Победители 2008 года — 9-я церемония награждения NRJ Music Awards
- Франкоязычное открытие года: Christophe Willem
- Международное открытие года: Mika
- Франкоязычная певица года: Jenifer
- Международная певица года: Avril Lavigne
- Франкоязычный певец года: Christophe Maé
- Международный певец года: Justin Timberlake
- Франкоязычная группа/дуэт года: Superbus
- Международная группа/дуэт года: Tokio Hotel
- Международная песня года: Rihanna — Don’t Stop the Music
- Франкоязычный альбом года: Christophe Willem — Inventaire
- Международный альбом года: Britney Spears — Blackout
- Франкоязычная песня года: Christophe Maé — On s'attache
- Видео года: Fatal Bazooka — Parle à ma main
- Специальная премия NRJ Award of Honor : Céline Dion, Michael Jackson и Kylie Minogue

### Победители 2009 года — 10-я церемония награждения NRJ Music Awards
- Франкоязычное открытие года: Zaho
- Международное открытие года: Jonas Brothers
- Франкоязычная певица года: Jenifer
- Международная певица года: Britney Spears
- Франкоязычный певец года: Christophe Maé
- Международный певец года: Enrique Iglesias
- Франкоязычная группа/дуэт года: Cléopâtre
- Международная группа/дуэт года: The Pussycat Dolls
- Международная песня года: Rihanna — Disturbia
- Франкоязычный альбом года: Mylène Farmer — Point de suture
- Международный альбом года: Katy Perry — One of the Boys
- Франкоязычная песня года: Christophe Maé — Belle Demoiselle
- Видео года: Britney Spears — Womanizer
- Специальная премия NRJ Award of Honor : Coldplay

### Победители 2010 года — 11-я церемония награждения NRJ Music Awards
- Франкоязычное открытие года: Florent Mothe
- Международное открытие года: Lady Gaga
- Франкоязычная певица года: Sofia Essaïdi
- Международная певица года: Rihanna
- Франкоязычный певец года: Christophe Willem
- Международный певец года: Robbie Williams
- Франкоязычная группа/дуэт года: Mozart l’Opéra Rock
- Международная группа/дуэт года: Tokio Hotel
- Франкоязычная песня года: Florent Mothe (Mozart l’Opéra Rock) — L'Assasymphonie
- Международная песня года: The Black Eyed Peas — I Gotta Feeling
- Франкоязычный альбом года: Christophe Willem — Caféine
- Международный альбом года: David Guetta — One Love
- Song Most Downloaded of the Year in France: Helmut Fritz — Ça m'énerve
- Специальная премия NRJ Award of Honor : Robbie Williams и Beyoncé

### Победители 2011 года — 12-я церемония награждения NRJ Music Awards
- Франкоязычное открытие года: Joyce Jonathan)
- Международное открытие года: Justin Bieber
- Франкоязычная певица года: Jenifer
- Международная певица года: Shakira
- Франкоязычный певец года: M. Pokora
- Международный певец года: Usher
- Франкоязычная группа/дуэт года: Justin Nozuka & Zaho
- Международная группа/дуэт года: The Black Eyed Peas
- Франкоязычная песня года: M. Pokora — Juste Une Photo De Toi
- Международная песня года: Shakira — Waka Waka (This Time for Africa)
- Концерт года: The Black Eyed Peas
- Видео года: Lady Gaga и Beyoncé — Telephone
- Хит года: Flo Rida и David Guetta — Club Can’t Handle Me
- Специальная премия NRJ Award of Honor: David Guetta

### Победители 2012 года — 13-я церемония награждения NRJ Music Awards
- Специальная премия NRJ Award of Honor for the Career: Mylène Farmer

### Победители 2015 года — 17-я церемония награждения NRJ Music Awards
- Франкоязычное открытие года: Луан
- Франкоязычная группа/дуэт года: Фреро Делавега

### Победители 2016 года — 18-я церемония награждения NRJ Music Awards
- Франкоязычное открытие года: Амир Хаддад
- Франкоязычная группа/дуэт года: Фреро Делавега